# Physical Review
Physical Review és una revista científica revisada per experts creada el 1893 per Edward Nichols. Publica investigacions originals així com revisions científiques i de literatura sobre tots els aspectes de la física. Està publicat per l'American Physical Society (APS). La revista es troba a la seva tercera sèrie i es divideix en diverses subrevistes, cadascuna que cobreix un camp particular de la física. Té una revista germana, Physical Review Letters, que publica articles més breus d'interès més ampli.

## Història
Physical Review va començar a publicar-se el juliol de 1893, organitzat pel professor de la Universitat de Cornell Edward Nichols i ajudat pel nou president de Cornell, J. Gould Schurman. La revista va ser gestionada i editada a Cornell, al nord de l'estat de Nova York, entre 1893 i 1913 per Nichols, Ernest Merritt i Frederick Bedell. Els 33 volums publicats durant aquest temps constitueixen Physical Review Series jo.
L'American Physical Society (APS), fundada el 1899, es va fer càrrec de la seva publicació el 1913 i va iniciar Physical Review Series II. La revista va romandre a Cornell sota la direcció de l'editor en cap GS Fulcher des de 1913 fins a 1926, abans de traslladar-se a la ubicació de l'editor John Torrence Tate, Sr. [note 1] a la Universitat de Minnesota. El 1929, l'APS va començar a publicar Reviews of Modern Physics, un lloc per a articles de revisió més llargs.
Durant la Gran Depressió, el científic ric Alfred Loomis va pagar de manera anònima els honoraris de la revista per als autors que no podien pagar-los.
Després de la mort de Tate el 1950, les revistes van ser gestionades de manera provisional encara a Minnesota per EL Hill i J. William Buchta fins que Samuel Goudsmit i Simon Pasternack van ser nomenats i l'oficina editorial es va traslladar al Brookhaven National Laboratory a Eastern Long Island, Nova York. El juliol de 1958, es va presentar la revista germana Physical Review Letters per publicar articles breus d'interès particularment ampli, editats inicialment per George L. Trigg, que va romandre com a editor fins a 1988.
El 1970, Physical Review es va dividir en subrevistes Physical Review A, B, C i D. Un cinquè membre de la família, Physical Review E, es va presentar el 1993 a una gran part per donar cabuda a la gran quantitat de noves investigacions en dinàmica no lineal. Combinats, aquests constitueixen la sèrie de revisió física III.
L'oficina editorial es va traslladar el 1980 a la seva ubicació actual a través de l'autopista del Brookhaven National Laboratory. Goudsmit es va jubilar el 1974 i Pasternack a mitjans dels anys setanta. Els anteriors editors en cap inclouen David Lazarus (1980–1990; Universitat d'Illinois a Urbana–Champaign), Benjamin Bederson (1990–1996; Universitat de Nova York), Martin Blume (1996–2007; Brookhaven National Laboratory) i Gene Sprouse (2007). –2015; SUNY Stony Brook). L'actual editor en cap és Michael Thoennessen, el mandat del qual va començar el setembre de 2017.
També publica Physical Review X, una revista d'accés obert només en línia. És una revista revisada per parells que publica, tan oportunament com sigui possible, articles de recerca originals de totes les àrees de la física pura, aplicada i interdisciplinària. El 2014, Physical Review Applied va començar a publicar investigacions sobre tots els aspectes de les aplicacions experimentals i teòriques de la física, incloses les seves interaccions amb altres ciències, enginyeria i indústria. El 2016 l'APS va llançar Physical Review Fluids "per incloure àrees addicionals d'investigació de dinàmica de fluids", i el 2017 va llançar Physical Review Materials "per omplir un buit" en la cobertura de la investigació de materials. El 2019 es va posar en marxa Physical Review Research per oferir una revista àmplia d'accés obert amb aproximadament el mateix nivell de selectivitat que les antigues revistes A - E. El 2020, PRX Quantum es va llançar per oferir una llar i una connexió entre les nombroses comunitats de recerca que formen la ciència i la tecnologia de la informació quàntica, des de la ciència pura fins a l'enginyeria, la informàtica i més enllà. El 2023 es va llançar PRX Life per avançar en la investigació de les comunitats interdisciplinàries a la interfície de les ciències físiques i de la vida.